# Helen Dettweiler
Helen Dettweiler, född 1 januari 1919 i Washington, D.C., död 12 november 1990 i Palm Springs, var en amerikansk golfspelare.
Dettweiler vann som amatör majortävlingen Womens Western Open 1939 och hon var en av de tretton kvinnor som 1950 grundade LPGA. Hon tillträdde posten som vicepresident 1951 och hon blev 1958 den första mottagaren av LPGA:s utmärkelse Teacher of the Year Award.
Hon var den första kvinna som designade och byggde en golfbana, en niohålsbana på Indian Palms Country Club i Indio i Kalifornien, som numera är utbyggd till 27 hål, och hon var den första kvinnliga basebollkommentatorn där hon kommenterade Washington Senators matcher över hela USA.
Under andra världskriget var hon en av 17 kvinnor som 1943-1944 tjänstgjorde som piloter i Women Airforce Service Pilots (WASP). 1949 medverkade hon i filmen Pat and Mike tillsammans med Spencer Tracy, Katharine Hepburn och Babe Zaharias. I filmen hade hon rollen som sig själv.
Dettweiler avled i cancer 1990.